# Ole Anderson
Alan Robert Rogowski, bekannter unter seinem Ringnamen Ole Anderson (* 22. September 1942 in Minneapolis, Minnesota; † 26. Februar 2024), war ein US-amerikanischer Wrestler und Manager, Wrestling-Promotor und Booker. Im Verlauf seiner Karriere, die sich von 1967 bis 1993 erstreckte, hielt er zahlreiche Tag-Team-Titel, darunter achtmal den World-Tag-Team-Titel der National Wrestling Alliance, die meisten davon mit Gene Anderson, als dessen Bruder er für das Publikum ausgegeben wurde. Anderson war eines der Gründungsmitglieder des Stables Four Horsemen.

## Karriere

### AWA, NWA, JCP und GCW
Anderson begann 1967 in der American Wrestling Association (AWA) als „Rock“ Rogowski mit dem Wrestling, bevor er als Tag-Team Partner für Gene Anderson zu Jerry Crockett Promotions (JCP), einer der National Wrestling Alliance angeschlossenen Promotion wechselte. Gene Andersons bisheriger Partner, Lars Anderson, hatte seinen schrittweisen Rückzug aus dem Wrestling begonnen, und für das Gimmick des Tag Teams „Minnesota Wrecking Crew“, das darin bestand, dass die Mitglieder verwandt seien, wurde Rogowski der neue Ringname „Ole Anderson“ gegeben. Die „Minnesota Wrecking Crew“ trat hauptsächlich in den Ligen von JCP sowie der Georgia Championship Wrestling (GCW), einer anderen der NWA angeschlossenen Promotion, an. Über die Jahre hielt Anderson insgesamt siebzehnmal den Tag-Team-Titel der GCW und achtmal den Titel des NWA World Tag Team-Champions. Die Zeitschrift Pro Wrestling Illustrated kürte 1975 und 1977 das Tag Team von Gene und Ole Anderson zum besten Tag Team des Jahres.

### GCW und JCP
Hinter den Kulissen der GCW war Ole Anderson der verantwortliche Booker, der für die Matchansetzungen und Storylines sorgte. 1981 bis 1982 übte er dieselbe Position bei JCP aus, was ihm ermöglichte, die bei den Promotionen unter Vertrag stehenden Wrestler freizügiger einzusetzen und für Shows zu vermischen. Anderson investierte sein Geld im Wrestlinggeschäft und hielt zuletzt einen zehnprozentigen Anteil an der GCW, deren besondere Bedeutung darin bestand, dass sie als erste NWA Liga über einen Satellitensender eine landesweit im Fernsehen zu empfangende Sendung besaß.
Als die Mehrheitseigner der GCW die Promotion 1984 an Vince McMahon verkauften, machte Anderson diesen Schritt nicht mit und gründete mit zwei Gesellschaftern mit der „Championship Wrestling from Georgia“ eine eigene Promotion. Anderson und seine Miteigner verkauften diese im Folgejahr an Jerry Crockett, den Eigentümer der JCP.
Anderson trat weiter in der JCP an, in der er mit seinem angeblichen Cousin „Arn Anderson“ (eigentlich Martin Lunde) auch einen Ersatz für den sich aus Altersgründen zurückziehenden Gene Anderson fand. Mit dem Superstar Ric Flair und Tully Blanchard gründeten beide 1986 das Stable der „Four Horsemen“, eine Gruppe von Heels, die sich gegenseitig unterstützten. Seine aktive Ringkarriere neigte sich zu diesem Zeitpunkt bereits dem Ende zu. Da er Zeit zur Betreuung der Amateurringerlaufbahn seines Sohnes Bryant benötigte, wurde er 1987 durch Lex Luger bei den Horseman ersetzt. Im Jahr darauf gab Ole Anderson seinen Rücktritt bekannt, erschien aber 1989 nochmals kurzzeitig als aktives Mitglied der Four Horsemen, bevor er den Posten als deren Manager übernahm.

### WCW
Für die Promotion World Championship Wrestling (WCW) arbeitete Anderson im Booking-Team, ab 1990 in führender Funktion. Im Abspann der Pay-per-Views der WCW erschien er unter seinem realen Namen. Als Chefbooker war er verantwortlich für die Storylines der gesamten Promotion. 1993 wurde er von der WCW entlassen. Vorausgegangen waren die Aufhebung des Aufbauvertrags der Promotion mit seinem Sohn Bryant sowie ein auf dem Firmengelände der WCW abgehaltenes Treffen mit dem Vertreter einer anderen Promotion, um seinem Sohn einen Vertrag dieser zu verschaffen. Ungeachtet der Umstände der Trennung führte ihn die WCW 1994 in ihre WCW Hall of Fame ein.
Ole Anderson blieb nach seinem Ausscheiden bei der WCW dem Wrestling fern. 2003 veröffentlichte er das Buch Inside Out: how corporate America destroyed professional wrestling, in dem er mitunter kritisch auf seine Erfahrungen im Wrestlinggeschäft zurückblickte.
Ole Anderson verstarb am 26. Februar 2024 im Alter von 81 Jahren.